# Campeonato Mundial de Ginástica Artística de 2010 - Trave feminino
A competição de trave feminino do Campeonato Mundial de Ginástica Artística de 2010 teve sua final disputada no dia 24 de outubro. A qualificatória que definiu as ginastas finalistas foi disputada em 16 e 17 de outubro.

## Medalhistas
| Ouro   | ROU Ana Porgras   |
| Prata  | USA Rebecca Bross |
| Prata  | CHN Deng Linlin   |
| Bronze | nenhuma           |

## Resultados

### Qualificatória
Esses são os resultados da qualificatória.
| Pos. | Ginasta                 | Total  | Nota |
| ---- | ----------------------- | ------ | ---- |
| 1    | ROU Ana Porgras         | 15,266 | Q    |
| 2    | USA Rebecca Bross       | 15,266 | Q    |
| 3    | RUS Anna Dementyeva     | 15,133 | Q    |
| 4    | CHN Deng Linlin         | 15,100 | Q    |
| 5    | AUS Lauren Mitchell     | 14,966 | Q    |
| 6    | RUS Aliya Mustafina     | 14,933 | Q    |
| 7    | USA Alicia Sacramone    | 14,866 | Q    |
| 8    | USA Alexandra Raisman   | 14,766 |      |
| 9    | RUS Ksenia Afanasyeva   | 14,533 |      |
| 10   | UKR Yana Demyanchuk     | 14,533 | Q    |
| 11   | ITA Elisabetta Preziosa | 14,525 | R    |
| 12   | CHN Huang Qiushuang     | 14,466 | R    |
| 13   | RUS Ksenia Semenova     | 14,458 |      |
| 14   | POL Marta Pihan         | 14,400 | R    |

- Q - qualificada para a final
- R - reserva

### Final
Esses são os resultados da final.
| Pos. | Ginasta              | Nota D | Nota E | Pen. | Total  |
| ---- | -------------------- | ------ | ------ | ---- | ------ |
|      | ROU Ana Porgras      | 6,500  | 8,866  |      | 15,366 |
|      | USA Rebecca Bross    | 6,500  | 8,733  |      | 15,233 |
|      | CHN Deng Linlin      | 6,600  | 8,633  |      | 15,233 |
| 4    | AUS Lauren Mitchell  | 6,600  | 8,600  |      | 15,200 |
| 5    | USA Alicia Sacramone | 6,100  | 8,966  |      | 15,066 |
| 6    | RUS Anna Dementyeva  | 6,200  | 7,766  |      | 13,966 |
| 7    | RUS Aliya Mustafina  | 5,900  | 7,866  |      | 13,766 |
| 8    | UKR Yana Demyanchuk  | 6,200  | 7,533  |      | 13,733 |